# Bala perduda
Bala perduda és una comèdia farsa en tres actes, original de Lluís Elias, estrenada al teatre Romea de Barcelona, la nit del 6 de febrer del 1951, per la companyia titular.

## Repartiment de l'estrena
- Soledat: Paquita Ferràndiz
- Martina: Emília Baró
- Leocàdia: Roser Coscolla
- Senyora Matas: Pepeta Gelabert
- Alfred Moriscot: Pau Garsaball
- Senyor Papell: Ramon Duran
- Senyor Madrenes: Llorenç Duran
- Peret: Antoni Gimbernat
- Senyor Roses: Joan Estivill
- Canyameres: Josep Soler
- Senyor Bauli: Joan Garcia
- Senyor Partagàs: Francesc Ferràndiz
- Miró: Lluís Torner
- Senyor Oliver: Josep Soler
- Perruquera: Julita Serrano
- Massatgista: Núria Espert
- Primer actors i director escènic: Pau Garsaball

## Edicions
- 3a edició: Catalunya teatral (2a època) Obra núm. 11. Editorial Millà. Barcelona, 1951